# Капроу, Аллан
А́ллан Ка́проу (англ. Allan Kaprow; 23 августа 1927, Атлантик Сити — 5 апреля 2006, Энсинитас, Калифорния, США) — американский художник и теоретик искусства, ввёл в употребление термин хеппенинг.
Капроу изучал искусство, музыку и историю искусства. Находился под сильным влиянием американского композитора Джона Кейджа и абстрактного экспрессиониста Джексона Поллока, пытался осмыслить и предсказать развитие современного искусства после эпохи абстрактного эксперссионизма. Главным в искусстве для А.Капроу было оптимальное использование пространства и движения, а также выразительного языка жестов. Совместно с художниками Джорджем Мачюнасом, Джорджем Брехтом и Элом Хансеном организует первые хеппенинги в нью-йоркской галерее Ройбен. Ему также принадлежит большой вклад в разработку первых энвайронментов.

## Творчество

### Раннее творчество
В начале творческой карьеры Аллан Капроу быстро прошёл путь от интереса к абстрактному экспрессионизму к ассамбляжу. Он посещал художественную школу Ханса Хофмана в 1947—1948, создавал экспрессивные полотна, основанные на реальных пейзажах и фигурах. С другими студентами Гофмана Капроу основал Hansa Gallery в Гринвич-Виллидж. Художник вскоре отказался от создания объектов и картин в пользу энвайронментов и новых форм искусства, названных хеппенингами. Живопись, которую Капроу показывал в Hansa Gallery в Нью-Йорке в 1952, демонстрировала попытки художника использовать многие типы образов и направлений в одной работе. На регулярных выставках, которые проходили в галерее с 1953, его живопись становилась все более дикой, энергичной и объемной. Капроу также выставлял в Hansa Gallery конструкции, которые послужили отправной точкой для создания «коллажа действия» («action-collage»), техники для которой он использовал такие материалы, как солома, мятые газеты, шпагат и мигающие огни.

### Влияние Джексона Поллока и Джона Кейджа
Находясь под влиянием живописи действия Поллока, Капроу стал сторонником вовлечения зрителей в процесс создания произведения. Поллок и композитор Джон Кейдж — два человека, которые оказали самое большое влияние на Капроу. Выставка Поллока послужила вдохновением для Капроу при создании тотальных энвайронментов. В 1958, в статье «The Legacy of Jackson Pollock» («Наследие Джексона Поллока») в ArtNews, Капроу написал, что полотна Поллока были настолько большими и всеобъемлющими, что «они перестали быть живописью и стали средой» и обозначили путь для новых форм искусства, в котором действие будет доминировать над живописью. «Объекты любого рода являются материалами для нового искусства: краски, стулья, еда, электрический и неоновый свет, дым, вода, старые носки, собака, фильмы, и тысяча других вещей….» писал Капроу.

### От коллажа — к энвайронменту и хеппенингу
В 1965 Капроу объяснил свою эволюцию от коллажа к энвайронменту и хеппенингам тем, что работы его разрастались в пространстве и включали все больше элементов, произведения расширялись, пока не заполнили галерею, создав энвайронмент для зрителей. Капроу сразу увидел, что каждый посетитель становился частью энвайронмента. На протяжении 1957 и 1958 Капроу предлагал все больше свободы зрителям, предлагая им что-либо изменить или передвинуть, пока это не переросло в хеппенинги.
Капроу не был одинок в своих поисках. Роберт Раушенберг, Клас Олденбург и Джим Дайн также работали над произведениями с театральными элементами (хотя они вскоре вернулись к более традиционным формам), в Европе Вольф Востелл (Wolf Vostell) и Флуксус, а в Японии группа Гутаи, занимались поисками в том же направлении.

### 18 хеппенингов в 6 частях
Первая работа такого рода, названная 18 Happenings in 6 parts («18 хеппенингов в 6 частях») была представлена Капроу в октябре 1959 в Reuben Gallery на Четвёртой авеню в Нью-Йорке. От названия этого перформанса и произошёл термин «хеппенинг». Капроу разделил пространство галереи на три части при помощи пластиковых перегородок. Посетители увидели, помимо прочего, девушку, раздающую апельсины, художника, зажигающего спички, оркестр игрушечных инструментов. Среди участников этого хеппенинга были Роберт Раушенберг, Джаспер Джонс, Альфред Лесли и Лестер Джонсон (Lester Johnson). Имеющие сценарии и спланированные, ранние хеппенинги Капроу тем не менее сохранили неструктурированную спонтанность: у них не было обычных атрибутов театра — сюжета, диалогов, персонажей в исполнении профессиональных актеров.
«18 Happenings in 6 Parts» пользовался успехом, хеппенинги и перформансы Капроу и других были популярны (проходили они в пустующих помещениях, магазинах, классных комнатах, станциях и других нестандартных местах). Капроу регулярно устраивал хеппенинги в Нью-Йорке на протяжении десятилетия. После 1960 он посвятил себя пропаганде, созданию и утверждению хеппенинга как жизнеспособной формы искусства в Америке. Его основной интерес лежал в области разрушения традиционных различий между жизнью и искусством.

### Концепция хеппенинга
Хеппенинг, по идее Капроу, является театральной постановкой, которая отказывается от структуры сцена-аудитория, как и от повествовательной линии традиционного театра. Хотя отдельные организационные моменты могут быть использованы, исполнители рассматриваются как объекты, вовлеченные в общий дизайн окружающей среды, времени, звука, цвета и света. Исполнителям рекомендуется использовать незапланированные происшествия, действуя по воле фантазии в рамках структуры, предлагающей основную тему и значение.
В How to Make a Happening («Как сделать хеппенинг», 1966) Капроу, правило номер один звучало следующим образом: «Забудьте все стандартные формы искусства — не рисуйте картины, не сочиняйте поэзию, не стройте архитектуру, не ставьте танцы, не пишите пьесы, не сочиняйте музыку, не делайте фильмы, и, прежде всего, не думайте, что вы получите хеппенинг, соединив все это вместе» .

### A Spring Happening
В A Spring Happening (1961) художник добавил элемент неожиданности. Посетители передвигались с места на место чердачного помещения, подвергаясь неожиданным воздействиям вроде потока воздуха из вентилятора или шума. Критики отметили в этой работе влияние преподавателя Капроу, композитора Джона Кейджа.

### Push and Pull: A Furniture Comedy for Hans Hofmann
Push and Pull: A Furniture Comedy for Hans Hofmann (1963) — хеппенинг, во время которого посетители переставляют предметы обстановки. Эта работа изначально была задумана как пародия на учителя живописи Капроу, Ханса Хофмана, который часто употреблял фразу «push and pull» для описания динамики двухмерной композиции. Капроу распространил концепцию Гофмана на социальное пространство. Оригинальный текст инструкции Капроу гласил: «Любой может найти или подготовить одну или более комнат любой формы, размера, пропорций или цвета. Затем, возможно, меблировать их и покрасить что-то или все. Кто угодно другой может прийти и, если комната обставлена мебелью, также может расставить её по своему усмотрению. Каждый день вещи будут меняться» .

### Activities
В начале 1970-х Капроу перешёл от хеппенингов к более интимным произведениям, которые он назвал Activities (деятельность). В одном из них, например, принимали участие два человека. Первого попросили встать в тени другого и оставаться в ней, не позволить уйти. Это была своего рода игра, но также и отражение взаимоотношений между людьми. Капроу начал проект Trading Dirt в 1983. Это произведение предполагало обмен ведра грязи с кем-либо. Он обменял почву из своего сада на грязь из Дзэн Центра Сан-Диего, где он учился. Потом он обменял это на «собачью грязь» у своих друзей: почву, которую они вырыли на участке у дома, где была похоронена их овчарка. Сопровождающиеся анекдотами торги продолжались около трех лет. Это была довольно спокойная серия событий, которая затем продолжила своё существование в виде видеозаписи.

### Вклад Капроу
Капроу преподавал в Университете Калифорнии в Сан-Диего, автор более ста статей и множества книг, фильмов, видеозаписей о хеппенингах и перформансах, а также трудов по теории современного искусства. Начиная с 1958 года было проведены сотни хеппенингов «по Аллану Капроу» в крупнейших музеях, галереях и выставочных залах США, Франции, Германии, Нидерландов, Швейцарии и других стран.

## Хеппенинги
- «Хеппенинг общения» (Communication Happening) Нью-Брансуик, Нью-Джерси, 1958
- «18 хеппенингов в 6 частях» (18 Happenings in 6 Parts) Нью-Йорк, 1959
- «Coca Cola, Shirley Cannonball?», 1960
- «Apple Shrine», 1960, Judson Gallery, Greenwich Village
- «A Spring Happening» (1961)
- «Цыплёнок» (Chicken) Филадельфия, 1962
- «Весь двор» (The Courtyard) Нью-Йорк, 1962
- «A Service for the Dead», 1962
- «Words» (1962)
- «Еда» (Eat) Нью-Йорк 1964
- «Призвание» (Calling) Нью-Йорк 1965
- «Мыло» (Soap) Сарасота/Флорида, 1965
- «Горючее» (Gas) Нью-Йорк, 1966
- «Самообслуживание» (Self-Service) Бостон — Нью-Йорк — Лос-Анджелес, 1966
- «Жидкости» (Fluids) 1967, Базель 2005
- «Представление путешествий» (Travelog) Нью-Йорк, 1968.

## Персональные выставки
| - 2008 Аллан Капроу. Искусство как жизнь, Музей современного искусства, Лос-Анджелес - 2008 «Selections from the Athenaeum’s Artists», Athenaeum Music & Arts Library, Ла Джолла - 2008 «Saturday Live Happening Again: Fluids and Scales», Tate Modern, Лондон - 2006 «Аллан Капроу. Искусство как жизнь», Haus der Kunst, Мюнхен; Van Abbemuseum, Эйндховен; Kunsthalle Bern, Берн; Museo Villa Groce Genova; Museum of Contemporary Art, Лос-Анджелес - 2005 Аллан Капроу, Hauser & Wirth, Цюрих - 2005 «Короткая история перформанса. Часть III. Аллан Капроу», Whitechapel Art Gallery, Лондон - 2001 «Аллан Капроу», Galerie Inge Baecker, Кёльн - 1997 Аллан Капроу, Hyde Gallery, Grossmont College, El Cajon CA - 1997 Аллан Капроу: инсталляция, Biblioteca Communale, Комо, Италия - 1997 «Фото-текст: планы хеппенингов 1960—1970», Archivio Conz, Верона - 1997 «Just Doing», Fondazione Antonio Ratti, Комо, Италия - 1997 «Just Doing», Galleria Caterina Gualco, Генуя - 1996 «Allan Kaprow: Inventions/Reinventions», Kunsthalle Palazzo, Листаль - 1994 «Work in Progress by Allan Kaprow», Galerie Beaubourg, Центр Помпиду, Париж - 1992 «7 энвайронментов», Studio Morra, Неаполь - 1992 «4 энвайронмента», Espace Donguy/Apegac, Париж - 1991 «7 энвайронментов», Fondazione Mudima, Милан - 1988 «Allan Kaprow. Precedings», Центр исследований в области современного искусства, Арлингтон | - 1986 Аллан Капроу, Museum am Ostwall, Дортмунд - 1979 Ulrich Museum, Wichita State University, Вичита - 1979 «Tire Tower», Ruhrpark, Бохум - 1978 Музей университете Северной Айовы, Седар-Фоллс - 1976 «Allan Kaprow: Activity-Dokumente 1968—1976», Kunsthalle Bremen, Бремен - 1976 Институт современного искусства, Лос-Анджелес - 1976 Galerie René Block, Берлин - 1971 «City Works», Galerie Inge Baecker, Бохум - 1967 Аллан Капроу, Pasadena Art Museum, Пасадена; Washington University, Сент-Луис; University of Texas, Остин - 1962 «Аллан Капроу. Слова», Smolin Gallery, Нью-Йорк - 1959 «18 хеппенингов в 6 частях», Reuben Gallery, Нью-Йорк - 1958 Аллан Капроу, Hansa Gallery, Нью-Йорк - 1957 Аллан Капроу: коллажи и скульптура, Hansa Gallery, Нью-Йорк - 1956 Еврейский общинный центр, Хайленд Парк - 1956 Art House, Rutgers University, Нью-Брансуик - 1955 Аллан Капроу, Urban Gallery, Нью-Йорк - 1954 Аллан Капроу: живопись и рисунки, Hansa Gallery, Нью-Йорк - 1954 Еврейский общинный центр, Нью-Брансуик - 1953 «Аллан Капроу: живопись и рисунки», Art House, Rutgers University, Нью-Брансуик |